# Organické sloučeniny polonia
Organické sloučeniny polonia jsou sloučeniny obsahující vazby mezi atomy uhlíku a polonia.
Polonium je silně radioaktivní (nejpoužívanější izotop, 210Po, má poločas přeměny kolem 138 dnů, a sloučeniny polonia tak nejsou dobře prozkoumané a v důsledku jejich rozpadu a emise částic alfa většina údajů o nich pochází ze zkoumání jejich stopových množství. Je známo, že vazby C–Po jsou ještě slabší než C–Te a C–Se, příslušné sloučeniny se postupně rozkládají a uvolňují elementární chalkogeny.
Identifikace těchto sloučenin se většinou provádí pomocí chromatografie, protože běžné chemické postupy nejsou účinné. Jejich příprava se často provádí přeměnou beta z organických sloučenin bismutu obsahujících 210Bi. Příprava některých sloučenin nebyla úspěšně ověřena.
Poměrně dobře jsou popsány dialkyl- a diarylpolonidy (R2Po) a triarylpoloničité (Ar3PoX) a diarylpolončité halogenidy (Ar2PoX2). Polonium také vytváří rozpustné sloučeniny s některými chelatačními činidly, například butan-2,3-diolem a thiomočovinou.